# 埃格奈姆
埃格奈姆（法語：Hégenheim，法語發音：[eɡənaim] ⓘ）是法国上莱茵省的一个市镇，属于米卢斯区。

## 地理
埃格奈姆（47°33'43"N, 7°31'32"E）面积6.7 平方千米，位于法国大東部大區上莱茵省，该省份为法国东部内陆省份，是阿尔萨斯的一部分，今与下莱茵省组成了阿尔萨斯欧洲集体，其北临下莱茵省，西接孚日省，西南接贝尔福地区省，东侧沿莱茵河与德国相望，南与瑞士接壤。
与埃格奈姆接壤的市镇（或旧市镇、城区）包括：圣路易、埃桑格、比什维莱尔。
埃格奈姆的时区为UTC+01:00、UTC+02:00（夏令时）。

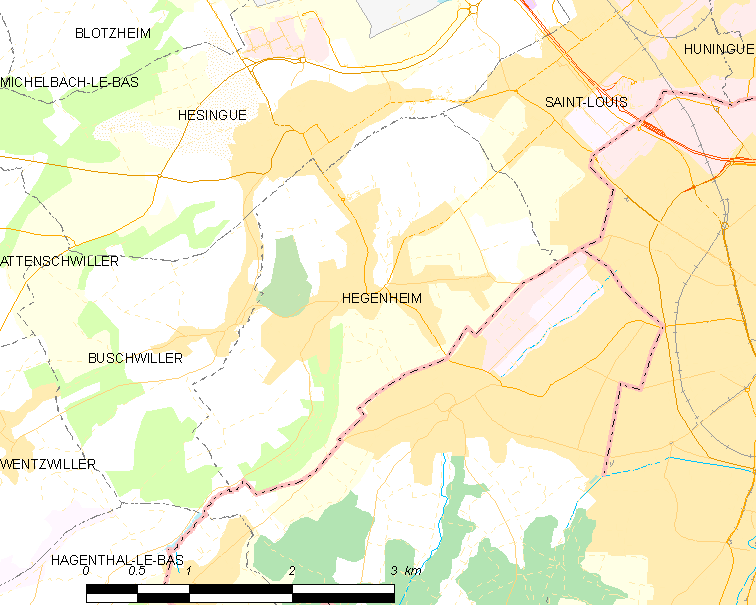
埃格奈姆的OSM定位图

## 行政
埃格奈姆的邮政编码为68220，INSEE市镇编码为68126。

## 政治
埃格奈姆所属的省级选区为圣路易县。

## 人口

1962-2008年间埃格奈姆人口变化图示

埃格奈姆于2022年1月1日时的人口数量为3403人。